# Монографија „Петровград”
Монографија „Петровград”  је монографско дело које се бави историјатом тадашњег Петровграда (раније Велики Бечкерек, данас Зрењанин). Књига је објављена  1938. године, поводом 20-годишњице прикључења данашње Војводине Краљевини Србији и стварања југословенске државе.

## Монографија
Главни уредник монографије био је Александар Станојловић, секретар петровградске Трговинско-индустријске коморе у пензији. Представља прво дело на српском језику које се бави историјатом града, након дела писаних на мађарском и немачком језику. Књигу је издала штампарија „Толицки Мартинов” у Петровграду.

## Редакција
Редакцију монографије чиниле су многе значајне личности града тога доба, њих више од педесет: привредници, чиновници, просветни и здравствени радници, свештена лица, адвокати, новинари.

## Репринт издања
Након више деценија заборава, првенствено из идеолошких разлога, монографија „Петровград” поново добија на значају после 1990. године и незаобилазна је литература за проучавање прошлости Зрењанина. До сада је доживела три репринт издања: 1997, 2004. и 2018. године.